# René Gerber
René Gerber est un maître de musique, compositeur d'opéras, de musique de chambre et de musique pour orchestre né à Travers le 29 juin 1908 et décédé à Bevaix le 21 novembre 2006.  

## Biographie
Fils d’Ernst, ébéniste, et d'Anna Marie Gerber née Pellaton, René Gerber est né dans le Val-de-Travers avant que sa famille ne vienne s'établir à Peseux. C'est sa tante, chanteuse elle-même, qui, la première, l'initie au piano. Après un baccalauréat scientifique au Gymnase cantonal de Neuchâtel, René Gerber entreprend des études de médecine dentaire à l'Université de Zurich. Il se ravise bien vite et décide de devenir compositeur. Il entre au conservatoire de Zurich en 1928 où il étudie, notamment, sous la direction de Volkmar Andreae et de Paul Müller. Tout juste diplômé, René Gerber poursuit sa formation musicale à Paris, à l'Ecole normale de musique, ou il suit les enseignements de Paul Dukas, Pierre Dupont, Nadia Boulanger ou encore Robert Siohan. Il profite de ces années parisiennes pour fréquenter assidûment les salles de concerts où jouent alors des compositeurs tels que Igor Stravinsky, Maurice Ravel ou Arthur Honegger.   
René Gerber, désormais marié, rentre en Suisse en 1935. Là, il est nommé maître de musique au gymnase de Neuchâtel. En parallèle, il enseigne la composition et l'histoire de la musique au sein du conservatoire de la même ville. Puis, dès 1947, il quitte son poste au gymnase pour celui de directeur du conservatoire de Neuchâtel, poste qu'il occupera jusqu'en 1951. À partir de cette année-là, René Gerber se consacre pleinement à sa galerie, la galerie Pro Arte à Bevaix, et à la composition.  
La Fondation René Gerber, sise à Colombier, a aujourd'hui pour but la "conservation, gestion et réalisation des œuvres musicales et littéraires de René Gerber ainsi que des manuscrits et autres supports". La Bibliothèque publique et universitaire de Neuchâtel conserve son fonds d'archives ainsi qu'une importante collection de ses compositions imprimées. 

## Œuvres

### Essai
- Gerber, R. (2003). Les exigences de l'art. Drize : Papillon.

### Musique
Voir la liste systématique de ses œuvres.

## Sources et notes
1. ↑  « M. René Gerber, compositeur de musique, a été nommé hier directeur du Conservatoire », L’Express,‎ 6 novembre 1947, p. 6 (lire en ligne)
2. ↑  Denise de Ceuninck, « Attentif aux échos du monde », L’Impartial,‎ 26 mars 1996, p. 31 (lire en ligne)
3. ↑  « Fondation René Gerber », sur Fundraiso (consulté le 31 août 2018)
4. ↑  « Portail des archives neuchâteloises », sur archivesne.ch (consulté le 31 août 2018)
5. ↑  « Explore RBNJ », sur Explore.rero.ch (consulté le 31 août 2018)
6. ↑  René Gerber : Liste systématique des œuvres, Adliswil, Pizzicato Verlag Helvetia, 2002, 36 p.